# سنگ‌ماهی خور
سنگ‌ماهی خور (نام علمی: Synanceia horrida) نام یک گونه از سرده سنگ‌ماهی است.